# Al-Ladschna al-ulimbiyya al-ʿumaniyya
Das Omanische Olympische Komitee (arabisch اللجنة الأولمبية العمانية, DMG al-Laǧna al-ūlimbiyya al-ʿumāniyya) ist das Nationale Olympische Komitee von Oman.

## Geschichte
Das Nationale Olympische Komitee wurde 1982 gegründet und im selben Jahr vom Internationalen Olympischen Komitee anerkannt. Präsident ist Scheich Khalid bin Mohammed al-Zubair.